# Щит Ахилла

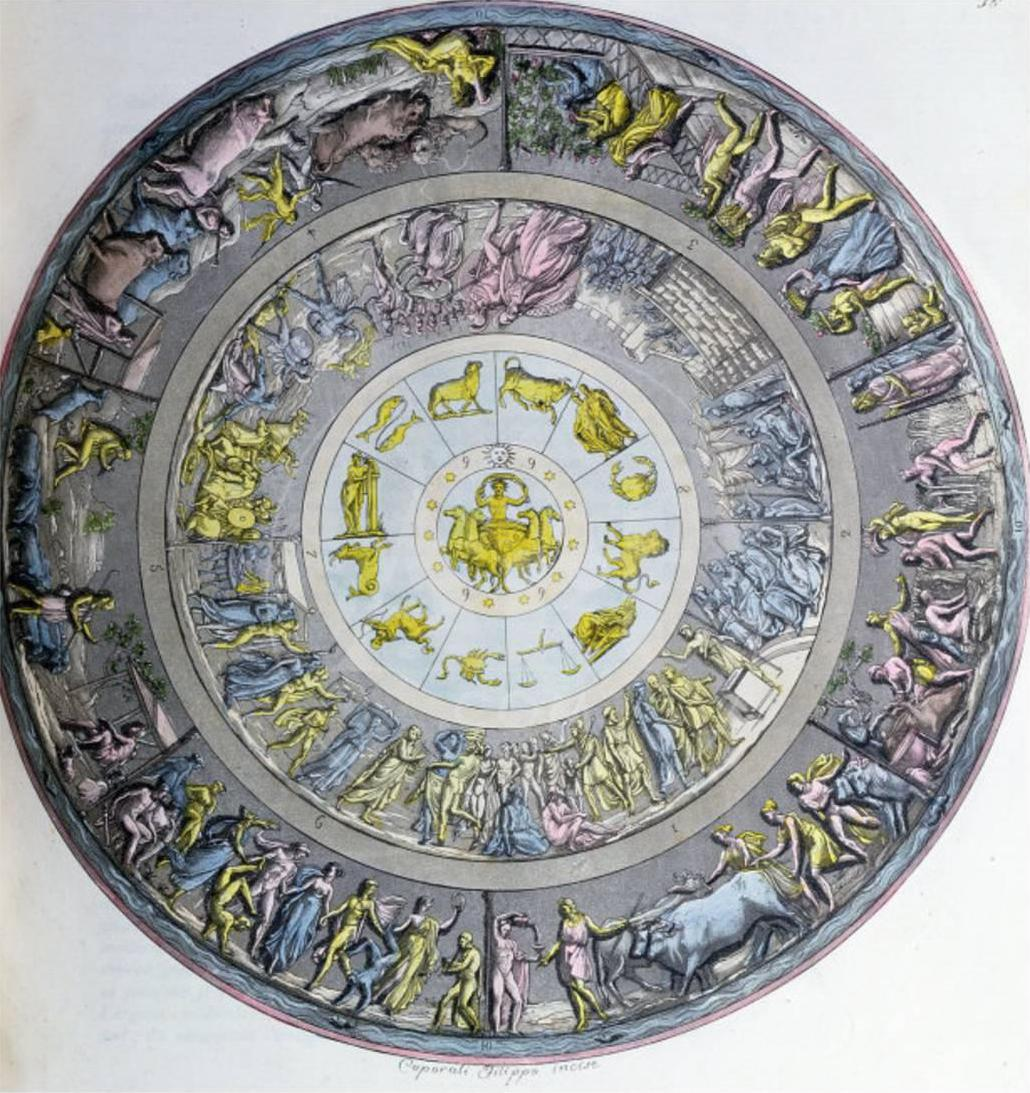
Анжело Монтичелли. Щит Ахилла. Гипотетическая реконструкция. 1820

Щит Гефеста— символическое произведение античного искусства, описание которого дано в поэме «Илиада» Гомера (XVIII, 478—609). Фетида, мать героя Ахилла, упросила бога кузнечного дела Гефеста выковать сыну доспехи, среди которых был чудесный щит. Знаменитый археолог Генрих Шлиман, уверив себя в действительном существовании этого артефакта, занимался его поисками:
…Белый, блестящий, тройной…
Щит из пяти составил листов и на круге
Обширном множество дивного бог по замыслам творческим сделал.
Там представил он землю, представил и небо, и море,
Солнце, в пути неистомное, полный серебряный месяц.
Все прекрасные звёзды, какими венчается небо:

Видны в их сонме Плеяды, Гиады и мощь Ориона…
Далее следует описание множества изображений, будто бы уместившихся на одном щите: города и народы, бытовые сцены, сражения, в которых вместе со смертными участвуют боги, крестьяне, работающие на полях и виноградниках, пасущиеся стада, хороводы и пляски, «юноши и цветущие девы, желанные многим», их украшения и наряды… Подобным же образом в поэме «Илиада» описана полулегендарная золотая Чаша Нестора как принадлежащая Нестору, царю Пилоса.
Согласно мифам, такого щита не было ни у кого: ни у воинов троянских и ахейских, ни у божеств, спускавшихся с Олимпа. По своему щиту Ахилл мог найти любое место: и землю мирмидонян, правителем которой был его отец Пелей, и Трою, где он во главе отряда отстаивал честь Менелая.
Исследователи античности сходятся во мнении, что на щите Ахилла изображена модель мироздания. Согласно легенде, в 334 году до н. э. Александр Македонский взял из оружия, которое хранилось в храме Афины в Илионе (Трое), щит Ахилла, оставив взамен своё оружие, и донёс священный щит до Индии.

## Интерпретации
Щит имел центр с небольшим возвышением, что символизировало земную твердь, имевшую, по мнению древних, форму щита со срединной горой, «пупом земли». Гомеров прототип щита породил множественные реплики, включая более поздний щит Геракла с головой Медузы в центре в поэме, приписываемой Гесиоду. В тексте Гомера называется материал — сплав меди, олова, серебра и золота (типичный для античной бронзы), в дальнейших поэтических версиях доспехи именуются «золотыми». Описание щита Ахилла, для которого потребовалось сто тридцать поэтических строф, является типичным экфрасисом.
Это описание важно также для понимания того, как древним грекам виделось прекрасное произведение искусства. В античности не разделяли понятия ремесла и искусства, то и другое обозначалось одним словом «techne». «Лучезарный» Аполлон в период античной классики покровительствовал лишь высшим, «мусическим» искусствам — поэзии, музыке, танцам, трагедии и комедии. Низшим, «механическим» искусствам (techne) содействовали Афина и Гефест. В строках Гомера мы имеем замечательный пример раннего, архаического отношения к творчеству, в котором сливаются поэзия, вымысел и умелое, искусное ремесло, изображение и слово. Декоративно-прикладное искусство, или художественное ремесло, отделилось от собирательного «искусства» много позднее, только в эпоху итальянского Возрождения.

## Галерея

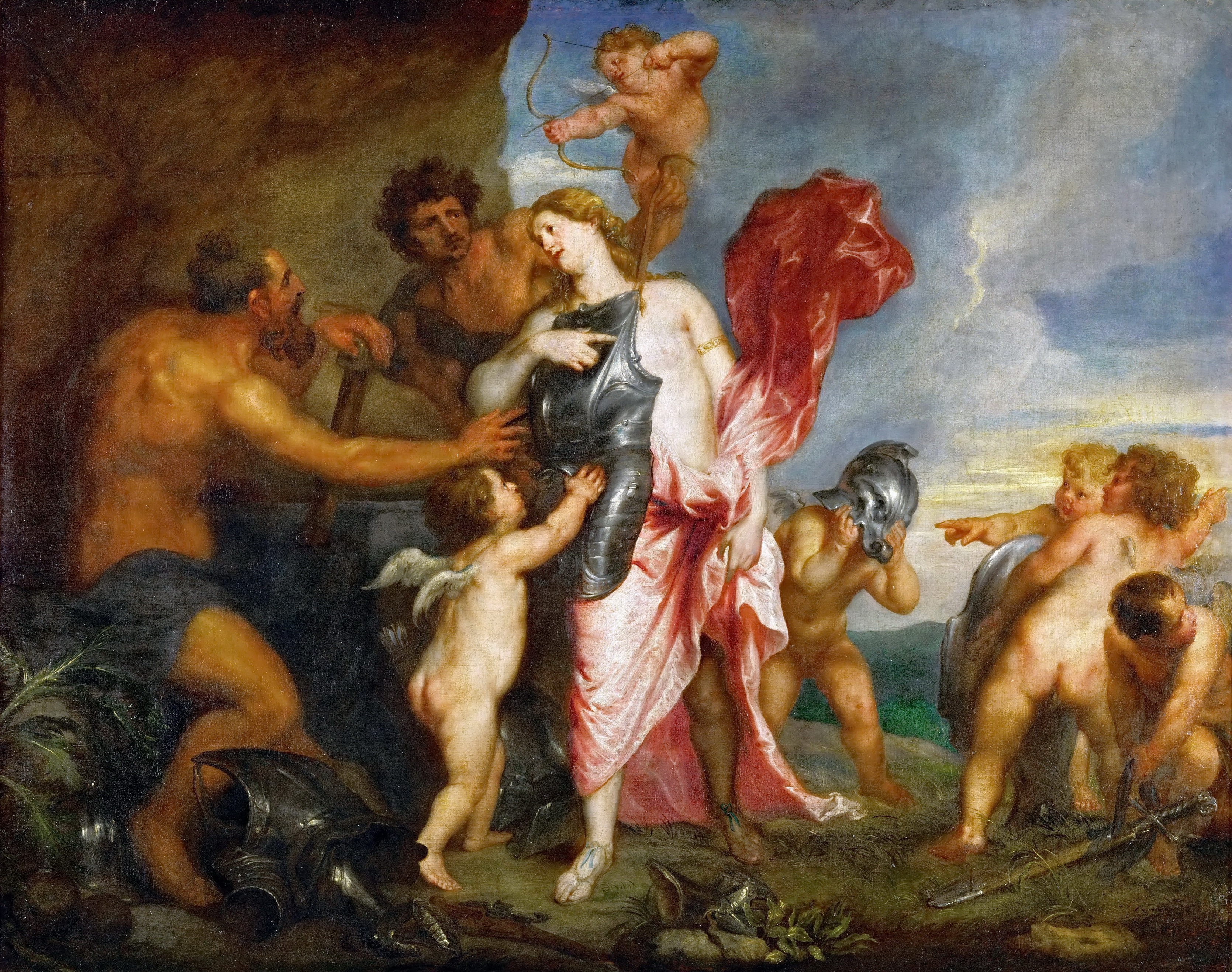
Антонис Ван Дейк. Фетида получает оружие Ахилла от Гефеста. 1630—1632. Музей истории искусств, Вена
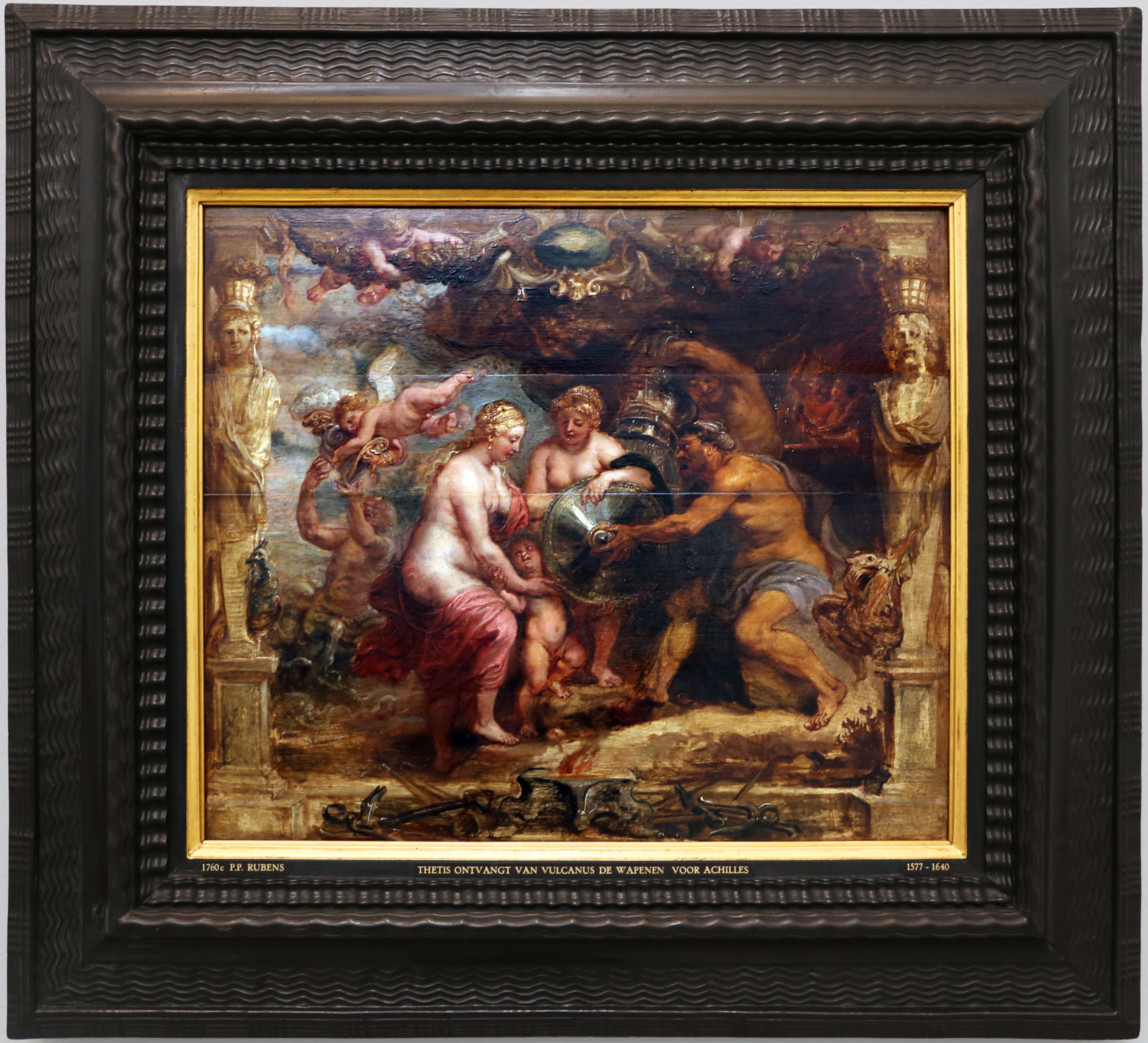
Питер Пауль Рубенс. Фетида получает оружие Ахилла от Гефеста. 1630—1635
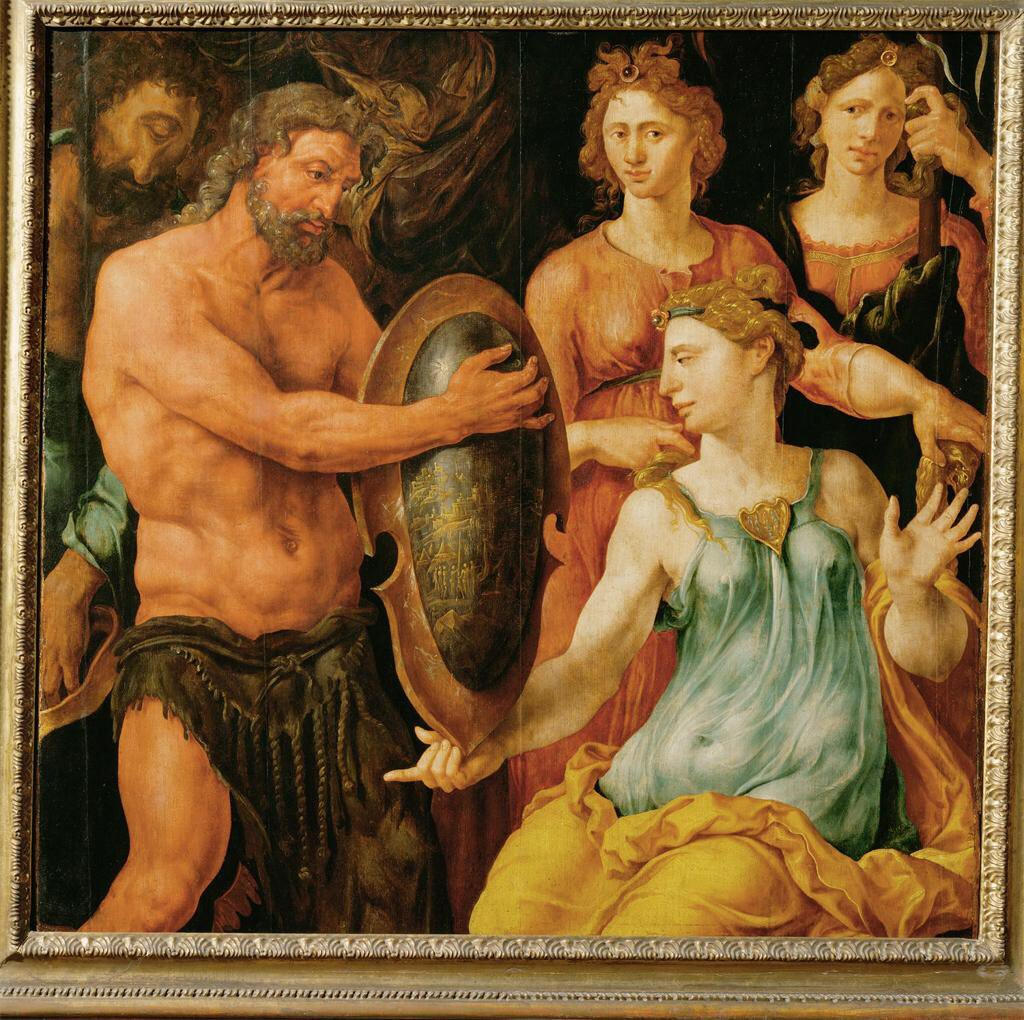
Мартен ван Хемскерк. Гефест вручает Фетиде щит для Ахилла. Ок. 1536 г. Музей истории искусств, Вена